# Kuku - Ein Eljaj
Kuku - Ein Eljaj (tiếng Ả Rập: كوكو عين الجاج) là một ngôi làng Syria nằm ở Kafr Takharim Nahiyah ở huyện Harem, Idlib. Theo Cục Thống kê Trung ương Syria (CBS), Kuku - Ein Eljaj có dân số 637 trong cuộc điều tra dân số năm 2004. Đó là một ngôi làng Druze của vùng Jabal al-Sumaq.